# Lasiopogon lehri
Lasiopogon lehri är en tvåvingeart som beskrevs av Cannings 2002. Lasiopogon lehri ingår i släktet Lasiopogon och familjen rovflugor. Inga underarter finns listade i Catalogue of Life.